# Droid 4

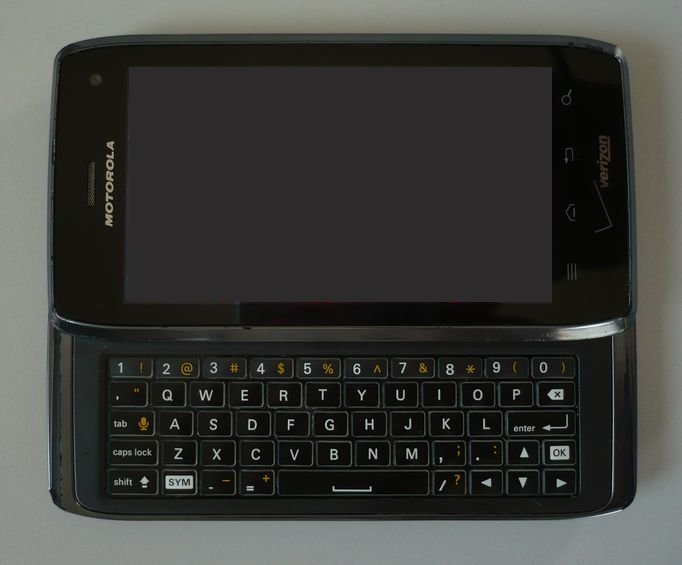
Un Droid 4 de couleur noire

Le Motorola Droid 4 est un téléphone intelligent (smartphone) fabriqué par Motorola Mobility. Il a été conçu sous Android 2.3 puis mis à jour à Android 4.1. Il est présenté par l'opérateur Verizon Wireless le 10 février 2012. C'est le successeur du Motorola's Droid 3 et aussi l'un des premiers téléphones mobiles - en même temps que les Sony Ericsson - à supporter les satellites russes GLONASS en plus des satellites américains GPS.
Dans sa version initiale, mise sur le marché par Verizon, le Droid 4 n'était techniquement pas prévu pour l'itinérance internationale, sur des réseaux non-CDMA. Toutefois, avec l'installation de la mise-à-jour vers Android 4.0, la fonction itinérance était automatiquement activée permettant au Droid 4 d'utiliser les réseaux GSM mondiaux et offrant une connexion accélérée HSPA en dehors des États-Unis. Toutefois, le LTE reste uniquement disponible sur le réseau Verizon's CDMA. Tout comme les précédentes versions de la marque, le Droid 4 ne dispose pas d'une batterie interchangeable.

## Processeur
Le DROID 4 est alimenté par un processeur dual core TI OMAP avec 1.2 GHz, évolution directe du dual core 1 GHz du modèle DROID 3.

## Webtop
Tout comme le Motorola Atrix 4G, il intègre l'application Motorola Webtop basée sur Ubuntu. L'application se met en marche lorsque le mobile est connecté à un écran externe via une station portable Laptop ou un disque dur multimédia mobile. En mode Webtop, avec l'interface utilisateur typique Ubuntu, le téléphone peut faire fonctionner plusieurs applications sur l'écran externe tel que le navigateur Firefox, SNS clients alors que l'application 'mobile view' donne un accès total à Droid 4 et son écran propre. En Septembre 2011, Motorola a diffusé le code source de l'application Webtop via SourceForge.
Avec la mise-à-jour Android 4.0 Ice Cream Sandwich du Droid 4, l'application Webtop a été remplacée. Au lieu de l'interface Ubuntu et ses applications, le Droid 4 opte pour le mode tablette ICS. Ceci permet un accès illimité à toutes les applications du téléphone sans devoir alterner entre les différents interfaces.